# Сомерсет (округ, Мэн)
Со́мерсет (англ. Somerset County) — округ штата Мэн (США) с населением в 52 228 человек по данным переписи населения 2010 года.
Административным центром округа является город Скаухиган.

## География
По данным Бюро переписи населения США, общая площадь округа — 10 607 км², из которых: 10 169,6 км² — земля и 437,4 км² (4,12 %) — вода.

### Соседние округа
- Арустук — северо-восток
- Пенобскот и Пискатакис — восток
- Уолдо — юго-восток
- Кеннебек — юг
- Франклин — юго-восток